# Eero Aho (Schauspieler)
Eero-Matti Aho (* 26. Januar 1968 in Oulu) ist ein finnischer Schauspieler.

## Leben
Eero-Matti Aho wuchs als Sohn eines Lokomotivführers und einer Bahnmitarbeiterin in Pukinmäki auf. Er hat zwei ältere Geschwister. Bereits während seiner Jugend spielte er Theater. Er machte 1986 seinen Schulabschluss und absolvierte 1991 sein Schauspielstudium an der Theaterakademie Helsinki. Von 1991 bis 2005 war er festes Ensemblemitglied am KOM-teatteri. Seitdem ist er als freischaffender Theaterschauspieler an unterschiedlichen Theatern aktiv gewesen, darunter dem Turun kaupunginteatteri, Helsingin kaupunginteatteri und dem Finnischen Nationaltheater.
Seine erste Rolle in einem Langspielfilm hatte Aho bereits während seines Studiums in dem 1989 ausgestrahlten Fernsehfilm 1249 km. Sein Leinwanddebüt gab er 1993 in einer kleinen Nebenrolle als Johansson in dem von Åke Lindman inszenierten Actionthriller Harjunpää ja kiusantekijät. Seitdem spielte er in fast 50 Film- und Fernsehprojekten mit. Drei Mal wurde er bisher mit dem finnischen Filmpreis Jussi als Bester Hauptdarsteller nominiert, wovon er für seine Darstellungen in 8-pallo und Unknown Soldier – Kampf ums Vaterland jeweils ausgezeichnet wurde.
Aho war von 1994 bis 2006 mit der Schauspielerin Tiina Lymi verheiratet. Zusammen haben sie zwei Töchter, darunter die Schauspielerin Ella Lymi. Von 2008 bis 2013 war er mit der Musikerin Vuokko Hovatta liiert. Seit 2013 ist er mit der Fernsehjournalistin Teresa Meriläinen liiert. Das Paar hat seit 2016 eine gemeinsame Tochter und ist seit 2017 verheiratet.

## Filmografie
- 1989: 1249 km
- 1993: Harjunpää ja kiusantekijät
- 2008: Die Unbeugsame (Käsky)
- 2013: 8-pallo
- 2013: Silmäterä
- 2017: Unknown Soldier – Kampf ums Vaterland (Tuntematon sotilas)